# Odi profanum vulgus, et arceo
Frází Odi profanum vulgus, et arceo („Nenávidím sprostou lůzu a vyhýbám se jí“) začíná první sloka třetí knihy Horatiových Ód.
Básník zde vyjadřuje svoje oddělení od lidu, který mu nedokáže porozumět, a uvádí, že pouze elita bude schopna porozumět tomu, co říká, a ocenit to. Následně se tato věta stala příslovím, kterým se vyslovuje pohrdavá nadřazenost vůči plebejcům.
Italská umělkyně Miss Violetta Beauregarde tímto citátem pojmenovala své album z roku 2006.